# Джо (телесериал)
«Джо» (фр. Jo) — французский телесериал, созданный канадским сценаристом Рене Балькером по заказу телекомпаний TF1, RTBF, Sat.1, ORF и RTS. Сюжет сериала повествует о детективе элитного парижского криминального отдела Джо Сен-Клере и его команде, которая занимается расследованием особо тяжких убийств.
Все действия сериала проходят в Париже, на фоне достопримечательностей города. Главную роль в телесериале играет французский актер Жан Рено, являющийся главным действующим лицом, вокруг которого разворачивается сюжетная линия каждой из серий. Так же в сериале снимаются Джилл Хеннесси, Том Остин, Орла Брейди и другие.
Премьера сериала состоялась 17 января 2013 года на итальянском канале Fox Crime, зрительский рейтинг был высоким, премьера была признана успешной. Далее первый сезон сериала был показан в ряде стран Европы, Латинской Америки и Африки. Премьера во Франции состоялась 18 апреля, в России — 20 августа. В апреле 2013 года создатели сериала заявили о подготовке к съемкам второго сезона, однако в июне проект был закрыт из-за низких рейтингов.

## Сюжет
Детектив Джо Сен-Клер, ветеран парижского криминального отдела, имеет большой опыт в раскрытии запутанных убийств. Обладая тонким умом, он способен предугадывать действия и распознавать логику серийных убийц, совершающих преступления в потаенных уголках знаменитых парижских достопримечательностей, таких как: Эйфелева башня, Нотр-Дам, Катакомбы, Вандомская площадь и других знаковых местах…. Обладая большой харизмой и взрывным характером, Джо в юности был карманником, угонял машины, подделывал чеки и документы, изучив таким образом жизнь городского дна в реальных условиях. Его партнер — молодой детектив Баярд, красивый, образованный полицейский, у которого совершенно другие методы работы.

## Актёры и персонажи
- Жан Рено в роли Жоакима «Джо» Сен-Клера, главный герой, блестящий полицейский с глубоким знанием Парижа, знал много проблем в жизни, в частности связанных с употреблением алкоголя, наркотиков, но оставил их за спиной, пытается стать лучшим отцом для своей дочери Адель.
- Джилл Хеннесси в роли сестры Карин, монахиня, после удара судьбы в 19 лет ушла в монастырь, в настоящее время отвечает за убежище для проституток, где она была второй матерью для Адель, дочери Джо, когда она жила там. Через Адель познакомилась с Джо и поддерживает с ним дружеские отношения. Примечательна тем, что не носит рясу.
- Том Остин в роли Марка Баярда, молодой полицейский, напарник Джо на протяжении 2 лет на момент начала сериала. Отношения между ним и Джо похожи на отношения отца и сына. Тоже имеет семью, но часто испытывает трудности с балансом в работе и семейной жизни.
- Орла Брейди в роли Биатрис Дормнон, начальница Джо, поддерживающая с ним дружеские отношения.
- Хейда Рид в роли Адель, дочь Джо.
- Крис Брейзиер в роли Янника Моран, будущего зятя Джо.
- Селин Джонс в роли Ника Нормана, эксперт в области компьютерных и цифровых технологий.
- Вунми Моссаку в роли Анжелики Алассан, эксперт в области криминалистической медицины.
- Шон Пертви в роли Чарли, друг детства и нынешний заклятый враг Джо, криминальный авторитет.

## Приглашённые актёры
- Лесли Карон
- Оливия д’Або
- Сиенна Гиллори
- Джеральдин Чаплин